# HE0107-5240
HE0107-5240 är en ensam stjärna i den mellersta delen av stjärnbilden Fenix. Den har en skenbar magnitud av ca 15,86 och kräver ett stort teleskop för att kunna observeras. Baserat på beräknad parallax på ca 0,09 mas, beräknas den befinna sig på ett avstånd på ca 36 000 ljusår (ca 11 050 parsek) från solen. Den rör sig bort från solen med en heliocentrisk radialhastighet på ca 45 km/s.

## Egenskaper

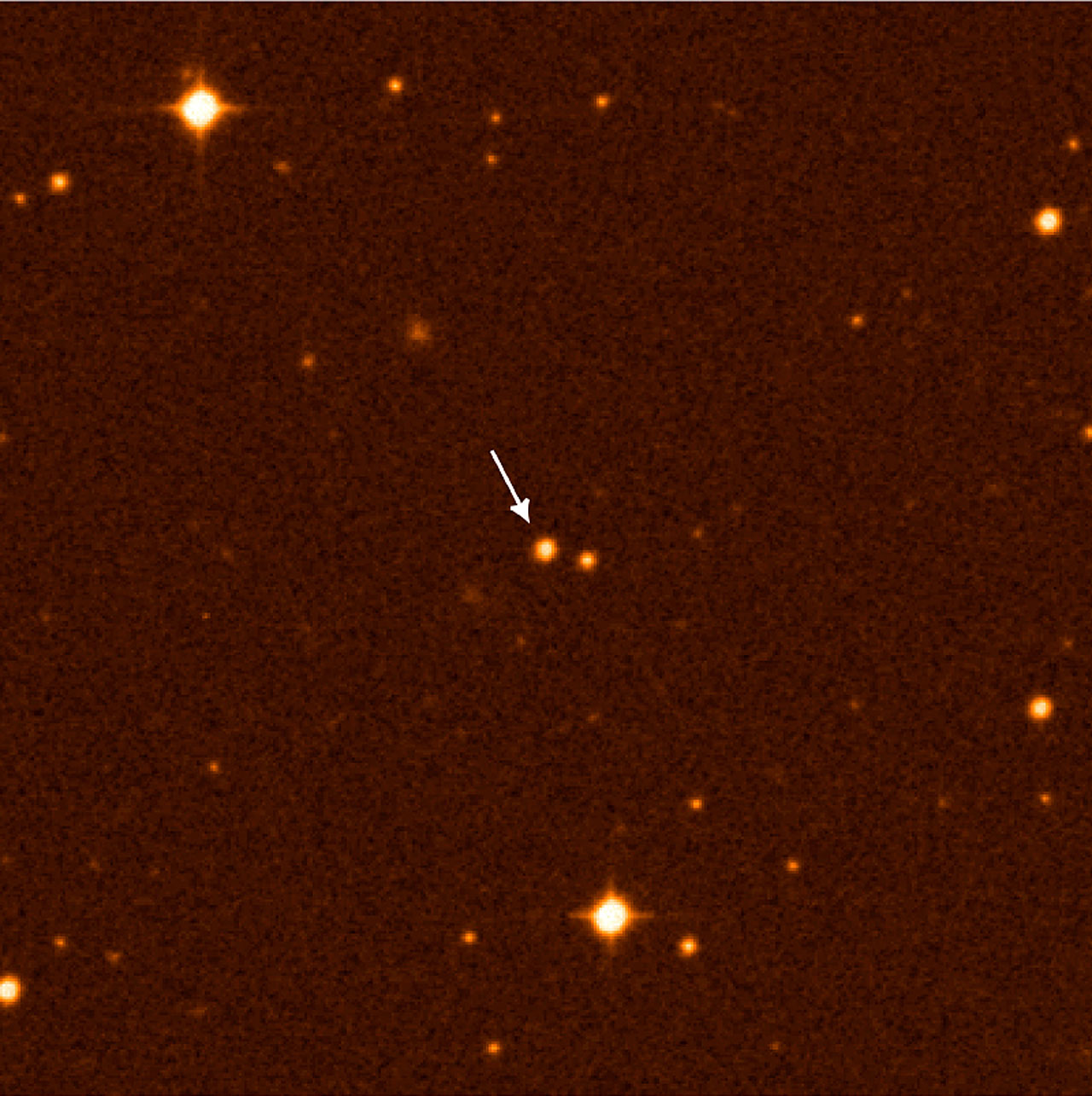
Den ultrametallfattiga stjärnan HE 0107-5340

HE0107-5240 är en extremt metallfattig stjärna ur Population II, som har en massa på cirka 80 procent av solens massa. Det är en av de mest metallfattiga stjärnorna som är kända i Vintergatan, med en metallicitet [Fe /H] = −5,2 ± 0,2, eller har bara 1/160000 av solens metallinnehåll. På grund av sin mycket låga metallicitet tros den vara en av de tidigaste Population II-stjärnorna som har bildats. I detta fall är den också mycket gammal, med en ålder på ungefär 13 miljarder år. Eftersom stjärnan inte är helt metallfri tillhör den inte den första generationen stjärnor (den hypotetiska Population III). Dessa stjärnor omvandlade det orörda väte, helium och litium som bildades av Big Bang till tyngre element, som kol, syre och metaller.
Stjärnan är relativt liten för en stjärna i det tidiga universum, som står för sin ålderdom - massiva stjärnor dör snabbt. För att hjälpa till att förklara varför denna stjärna är så liten, antas det att den en gång var en del av en dubbelstjärna.